# François D'Haene
François D'Haene, francoski atlet, * 24. december 1985, Lille, Francija.
Svoje največje uspehe je dosegel v ultramaratonih in gorskih tekih.
Na Ultra-Trail du Mont-Blanc je zmagal v letih 2012, 2014, 2017 in 2021  ter na teku Grand Raid na otoku Réunion v letih 2013, 2014 in 2016. Je zmagovalec prvega Ultra-Trail World Tour leta 2014. Dosegel je rekord teka Ultra Trail du Mont Blanc (UTMB), 167 km v 20 h 11 min 44 sec, in ga izboljšal v letu 2017 (170 km v 19 h 01 min 32 s). Najhitreje je pretekel pot GR20 na Korziki, ki jo je prečil v  31 h 06 min.
17. oktobra 2017 je postavil nov rekord na John Muir Trail v kalifornijski Sierri Nevada, ki jo je končal v 2 dneh, 19 urah in 26 minutah.
17. julija 2021 je pretekel Hardrock 100 mile ultramarathon v 21:45:51 in izboljšal rekord, ki ga je pred tem postavil Kilian Jornet.
Je diplomiran fizioterapevt, a je leta 2012 postal vinogradnik v regiji Beaujolais. Je poročen in ima tri otroke, v letu 2020 pa je z vinogradništvom prenehal.